# Brijest (Republika Serbska)
Brijest (cyr. Бријест) – wieś w Bośni i Hercegowinie, w Republice Serbskiej, w gminie Lopare. W 2013 roku liczyła 187 mieszkańców.